# Neratov
Neratov (en allemand : Neratau) est une commune du district de Pardubice, dans la région de Pardubice, en République tchèque. Sa population s'élevait à 174 habitants en 2024.

## Géographie
Neratov se trouve à 11 km au nord-ouest de Pardubice, à 20 km au sud-ouest de Hradec Králové et à 87 km à l'est de Prague.
La commune est limitée par Bukovka au nord, par Lázně Bohdaneč au nord et à l'est, par Živanice au sud et par Přelovice à l'ouest.

## Histoire
La première mention écrite de la localité date de 1436.

## Galerie

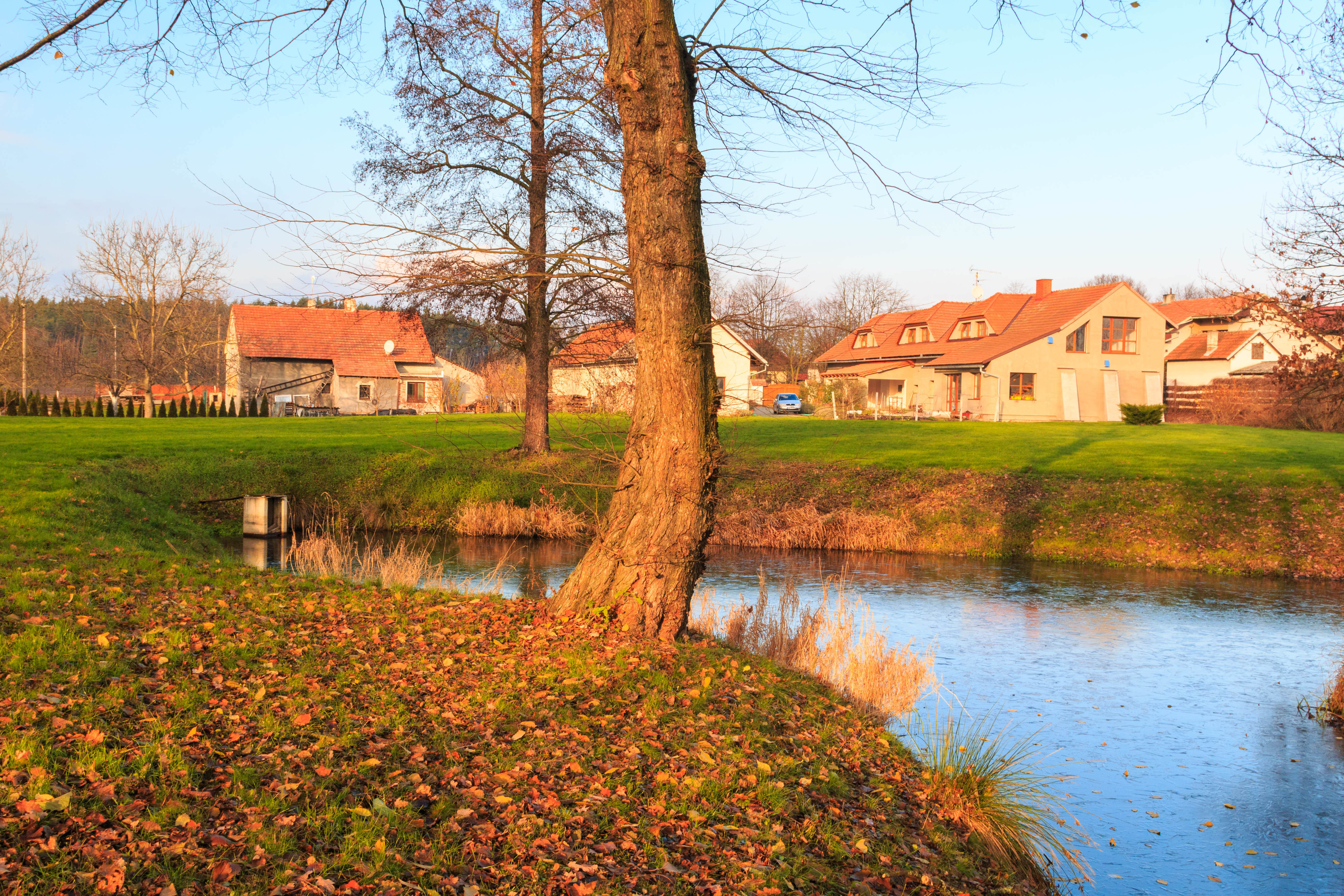
Tůň u Neratova.
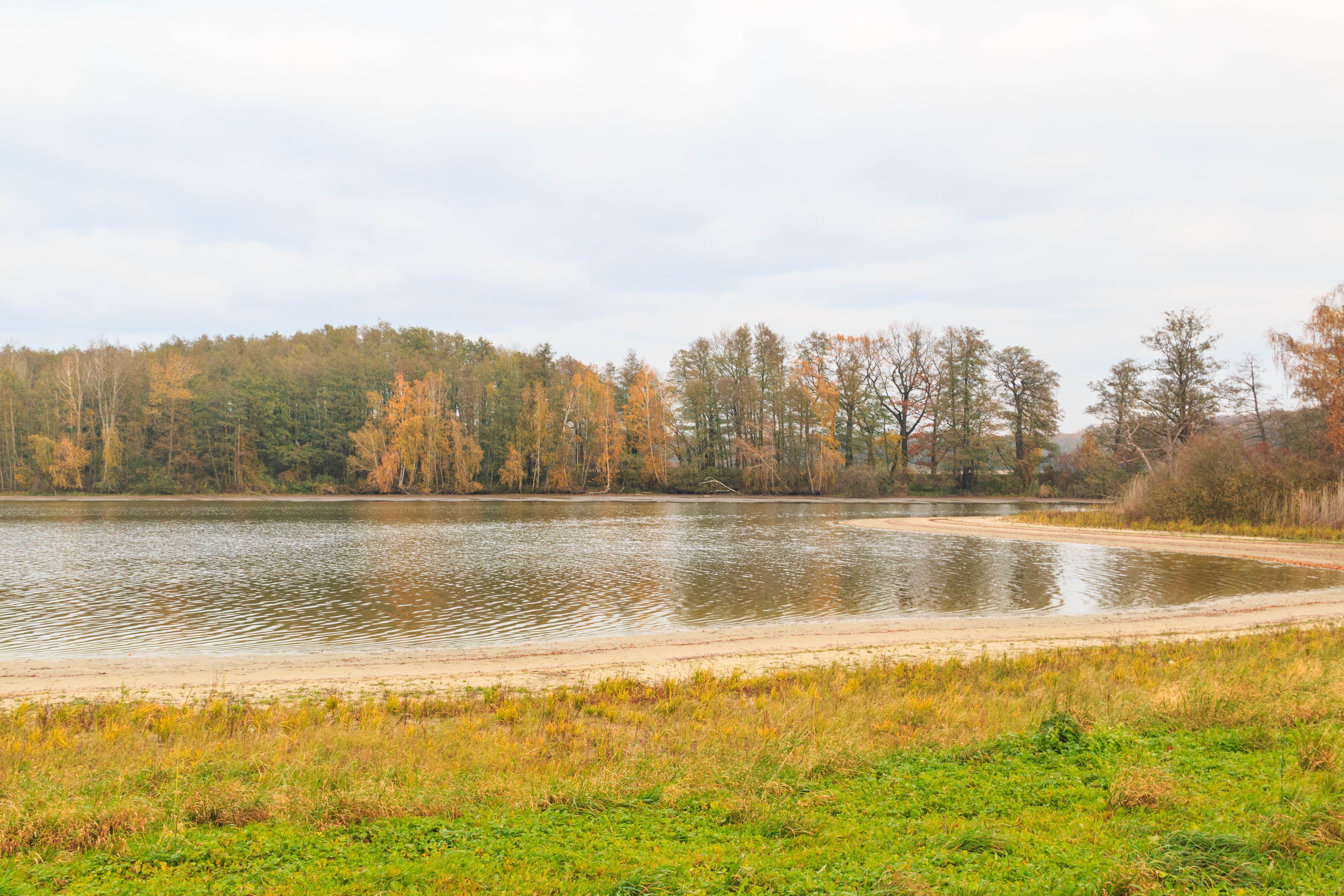
Étang Rozhrna à Neratov.

## Transports
Par la route, Neratov se trouve à 9,5 km de Přelouč, à 13 km de Pardubice et à 103 km de Prague. 